# Coniogramme robusta
Coniogramme robusta är en kantbräkenväxtart som beskrevs av Christ. Coniogramme robusta ingår i släktet Coniogramme och familjen Pteridaceae.

## Underarter
Arten delas in i följande underarter:
- C. r. rependula
- C. r. splendens